# Liste der denkmalgeschützten Objekte in Bad Pirawarth
Die Liste der denkmalgeschützten Objekte in Bad Pirawarth enthält die 13 denkmalgeschützten, unbeweglichen Objekte der niederösterreichischen Marktgemeinde Bad Pirawarth.

## Denkmäler
| Foto |                 | Denkmal                                                                                | Standort                                      | Beschreibung | Metadaten |
| ---- | --------------- | -------------------------------------------------------------------------------------- | --------------------------------------------- | --- | --- |
| ja   | Datei hochladen | Figurenbildstock hl. Johannes Nepomuk HERIS-ID: 10207 Objekt-ID: 6260 marterl.at: 4810 | bei Brünnerstraße 5 Standort KG: Kollnbrunn   | Figur des heiligen Johannes Nepomuk in der Ortsmitte von Kollnbrunn. | BDA-Hist.: Q38060563 Status: § 2a Stand der BDA-Liste: 2025-06-30 Name: Figurenbildstock hl. Johannes Nepomuk GstNr.: 3331 Nepomukstatue (Kollnbrunn)                                                       |
| ja   | Datei hochladen | Tabernakelpfeiler HERIS-ID: 10205 Objekt-ID: 6258 marterl.at: 4801                     | bei Brünnerstraße 15 Standort KG: Kollnbrunn  | Tabernakelpfeiler im Norden von Kollnbrunn. | BDA-Hist.: Q38060467 Status: § 2a Stand der BDA-Liste: 2025-06-30 Name: Tabernakelpfeiler GstNr.: 3296 |
| ja   | Datei hochladen | Kindergarten, ehem. Volksschule HERIS-ID: 10199 Objekt-ID: 6252                        | Pirawarther Straße 11 Standort KG: Kollnbrunn | 1893 bezeichnetes späthistoristisches Gebäude mit Attika über einem flachen Mittelrisalit. | BDA-Hist.: Q38060280 Status: Bescheid Stand der BDA-Liste: 2025-06-30 Name: Kindergarten, ehem. Volksschule GstNr.: 3655                                                                                    |
| ja   | Datei hochladen | Wohnhaus, Glöcknerhaus HERIS-ID: 10200 Objekt-ID: 6253                                 | Sommerzeile 5 Standort KG: Kollnbrunn         | Eingeschoßiges Gebäude mit Glockenturm aus dem 19. Jahrhundert. | BDA-Hist.: Q38060344 Status: Bescheid Stand der BDA-Liste: 2025-06-30 Name: Wohnhaus, Glöcknerhaus GstNr.: 3450 Glöcknerhaus (Kollnbrunn)                                                                   |
| ja   | Datei hochladen | Kath. Pfarrkirche hll. Barbara und Agatha HERIS-ID: 10208 Objekt-ID: 6261              | Am Kirchenberg 1 Standort KG: Pirawarth       | Mächtige Barockkirche, errichtet 1739–1756 am Standort einer ehemaligen Wehrkirche mit erhaltener Ringmauer.                                                                                     | BDA-Hist.: Q23938119 Status: § 2a Stand der BDA-Liste: 2025-06-30 Name: Kath. Pfarrkirche hll. Barbara und Agatha GstNr.: .1, 4928 Pfarrkirche (Bad Pirawarth)                                              |
| ja   | Datei hochladen | Kirchhoftor, sog. Pfarrerkappel HERIS-ID: 10202 Objekt-ID: 6255                        | bei Am Kirchenberg 1 Standort KG: Pirawarth   | Zweigeschoßiger quadratischer Torbau mit Figurennischen. | BDA-Hist.: Q38060383 Status: § 2a Stand der BDA-Liste: 2025-06-30 Name: Kirchhoftor, sog. Pfarrerkappel GstNr.: .2 Pfarrerkappel (Bad Pirawarth)                                                            |
| ja   | Datei hochladen | Jüdischer Friedhof HERIS-ID: 98993 Objekt-ID: 114986                                   | bei Am Kirchenberg 1 Standort KG: Pirawarth   | Südöstlich des Kirchenberges mit der Pfarrkirche als ummauerte Abteilung des Ortsfriedhofes rechts neben dem nördlichen Eingang gelegen.                                                         | BDA-Hist.: Q24007891 Status: § 2a Stand der BDA-Liste: 2025-06-30 Name: Jüdischer Friedhof GstNr.: 9 Jüdischer Friedhof Bad Pirawarth                                                                       |
| ja   | Datei hochladen | Pfarrhof HERIS-ID: 10203 Objekt-ID: 6256                                               | Kirchengasse 3 Standort KG: Pirawarth         | Dreigeschoßiges Gebäude mit Steinportal, erbaut 1780. | BDA-Hist.: Q38060407 Status: § 2a Stand der BDA-Liste: 2025-06-30 Name: Pfarrhof GstNr.: .11 Pfarrhof (Bad Pirawarth)                                                                                       |
| ja   | Datei hochladen | Schule HERIS-ID: 10204 Objekt-ID: 6257                                                 | Kirchengasse 6 Standort KG: Pirawarth         | 1868 erbautes Gebäude mit Dreiecksgiebel. | BDA-Hist.: Q38060441 Status: § 2a Stand der BDA-Liste: 2025-06-30 Name: Schule GstNr.: .12 Volksschule (Bad Pirawarth)                                                                                      |
| ja   | Datei hochladen | Figurenbildstock hl. Johannes Nepomuk HERIS-ID: 10201 Objekt-ID: 6254 marterl.at: 6554 | vor Kurhausstraße 23 Standort KG: Pirawarth   | Steinfigur aus dem 18. Jahrhundert. | BDA-Hist.: Q38060372 Status: § 2a Stand der BDA-Liste: 2025-06-30 Name: Figurenbildstock hl. Johannes Nepomuk GstNr.: 4984/3 Nepomukstatue (Bad Pirawarth)                                                  |
| ja   | Datei hochladen | Fundzone Obern Saubergen HERIS-ID: 112234 Objekt-ID: 130307                            | Obern Saubergen Standort KG: Pirawarth        | Archäologische Ausgrabungsstätte. | BDA-Hist.: Q37829783 Status: Bescheid Stand der BDA-Liste: 2025-06-30 Name: Fundzone Obern Saubergen GstNr.: 661/2, 661/3, 661/4, 661/5, 661/6, 661/7, 661/8, 661/9, 661/21, 661/22, 661/23, 661/24, 661/25 |
| ja   | Datei hochladen | Büste Erzherzogin Sophie HERIS-ID: 10786 Objekt-ID: 6849                               | Prof. Knesl-Platz 1 Standort KG: Pirawarth    | Büste von 1827 ursprünglich im Bereich der ehemaligen Badeanlage, jetzt im Heimatmuseum. | BDA-Hist.: Q38080211 Status: § 2a Stand der BDA-Liste: 2025-06-30 Name: Büste Erzherzogin Sophie GstNr.: 109/2 Büste der Erzherzogin Sophie (Bad Pirawarth)                                                 |
| ja   | Datei hochladen | Dependance, Teil der ehem. Kurhausanlage HERIS-ID: 10206 Objekt-ID: 6259               | Prof. Knesl-Platz 2 Standort KG: Pirawarth    | Zweigeschoßiges Kurmittelgebäude aus der ersten Hälfte des 19. Jahrhunderts mit erhöhtem Mittelrisalit und umlaufender Attika mit Zinnen, die Fassadengliederung stammt aus dem 20. Jahrhundert. | BDA-Hist.: Q38060505 Status: § 2a Stand der BDA-Liste: 2025-06-30 Name: Dependance, Teil der ehem. Kurhausanlage GstNr.: 110/2 Dependance (Bad Pirawarth)                                                   |